# Santa Magdalena de Vilajoan
Santa Magdalena de Vilajoan és un edifici religiós del poble de Vilajoan (municipi de Garrigàs (Alt Empordà)) inclòs en l'Inventari del Patrimoni Arquitectònic de Catalunya.

## Descripció

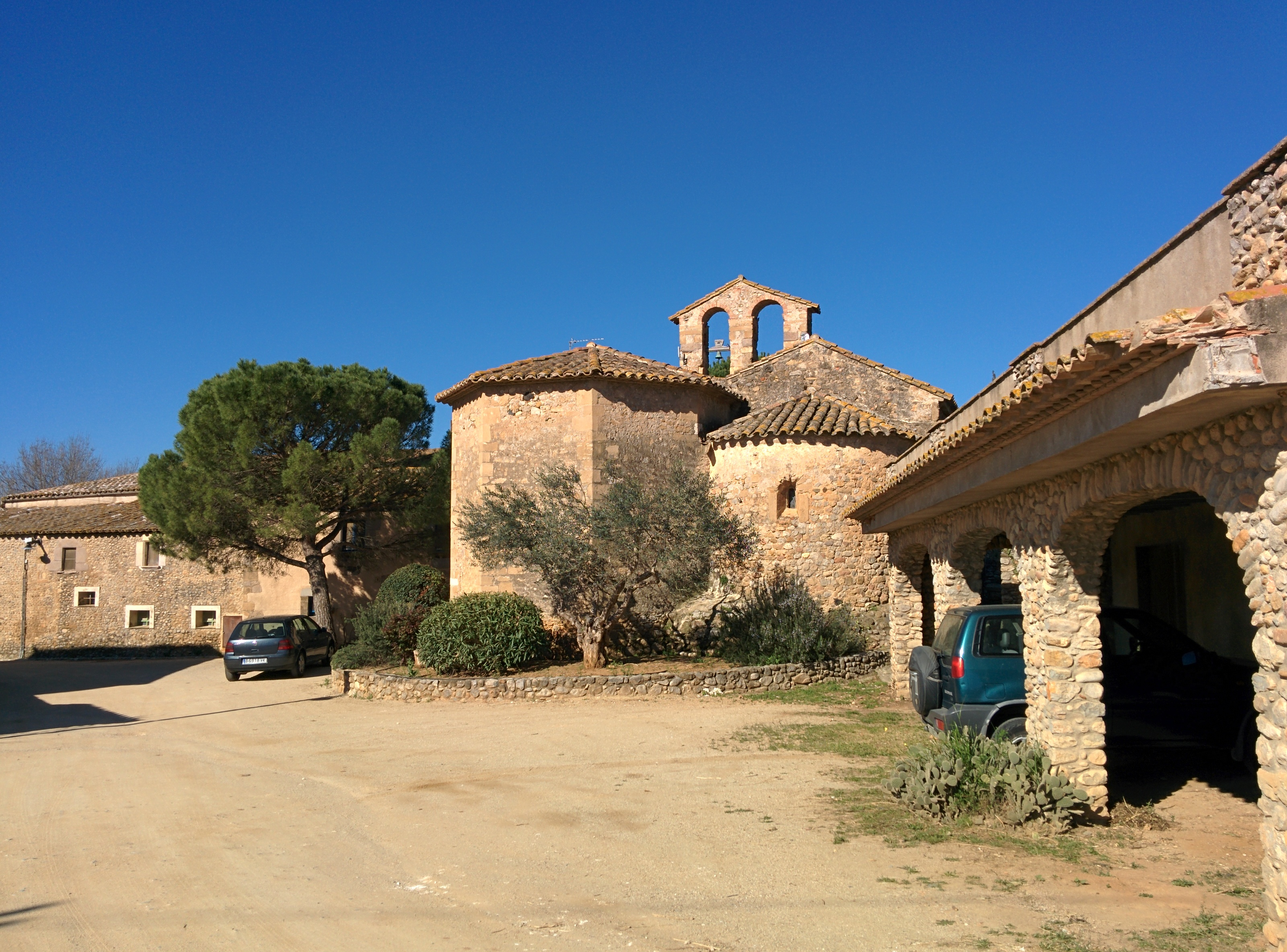
Santa Magdalena de Vilajoan

L'església de Santa Magdalena de Vilajoan està situada a l'entrada del veïnat de Vilajoan. Es tracta d'una església amb dues naus, tot i que fins al segle xi només en tenia una, i al segle xii es va afegir l'altra nau. La nau nord, la més antiga, té absis semicircular ultrapassat i la cobreix una volta de canó amb tres arcs torals. L'absis és de planta de ferradura i la coberta és de quart d'esfera. Al centre del mur hi ha una finestra de doble biaix. Els dos murs laterals de la nau tenien tres arcs dels que es conserven els de la banda nord. Els del mur de migdia van ser destruïts per afegir-hi l'altra nau i obrir-hi formers més grans. La nau romànica que s'afegí a la banda de migdia es comunica, com hem dit, mitjançant dos arcs formeres. La portalada s'obre en el mur lateral sud d'aquesta nau. És de dos arcs en gradació, llinda i timpà. En el timpà, en baix relleu, hi ha una creu inscrita en un cercle. En el mur de migdia es conserva la cornisa excorbada. Aquesta nau es cobrí amb volta de canó. Damunt la banda de ponent d'aquesta nau s'eleva el campanar, de dues arcades.

## Història

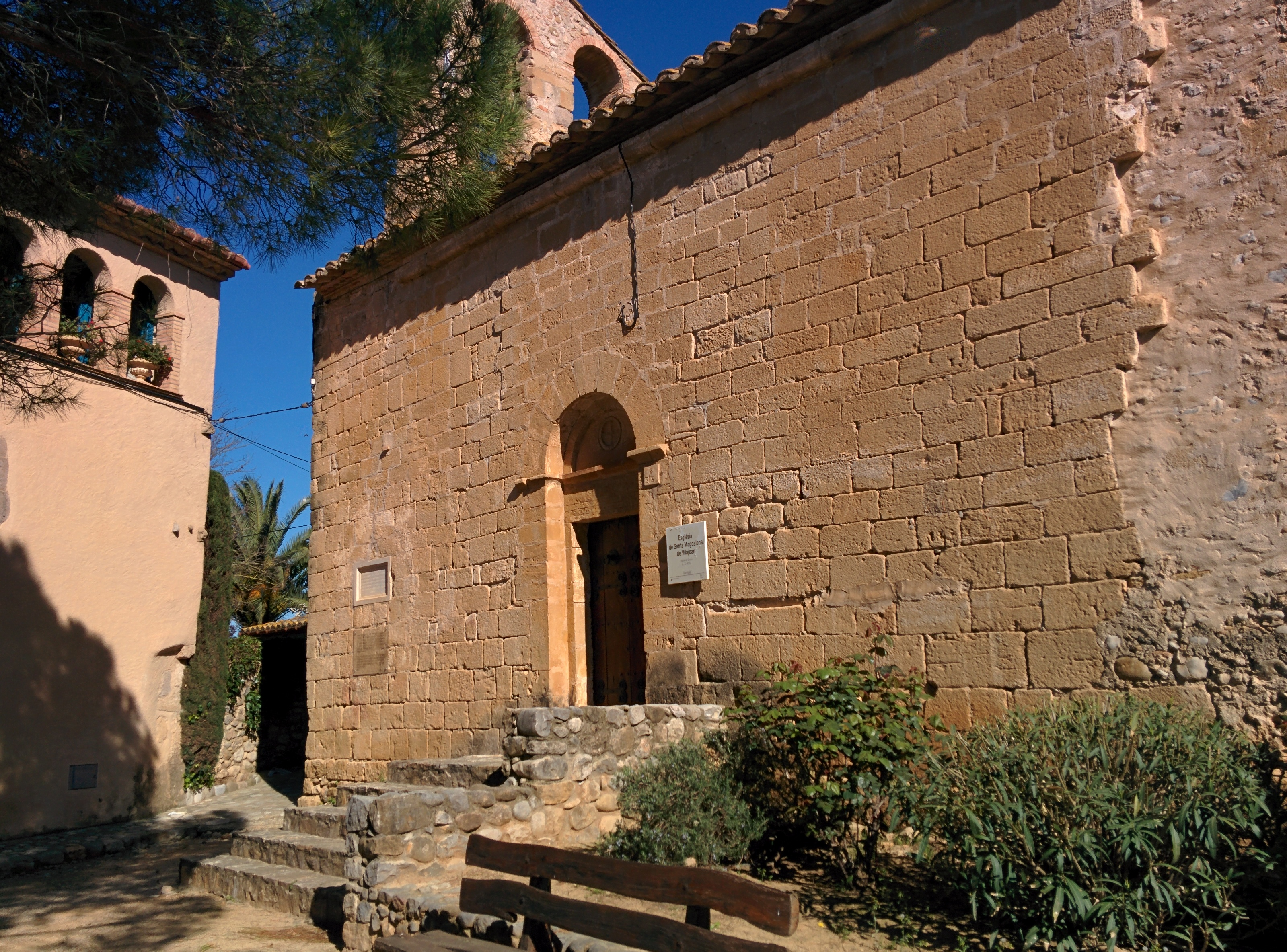

L'església de Santa Magdalena de Vila Joan és documentada des del segle xi. Així, se sap que el 1093 va ser donada al priorat de Lledó per Arnau Gausbert. L'edifici presenta elements arquitectònics que corresponen a cronologies diverses. De l'època més primitiva, datable entre els segles X-XI, es conserva una nau amb absis semicircular. La nau afegida a la banda de migdia segurament va ser bastida durant els darrers anys del segle xi, i l'absis pot ser datat entre els segles XVI -XVII.
La parròquia de Vilajoan, documentada els segles xiii i xiv, havia estat pròpia el segle xix, quan el lloc formava un municipi independent juntament amb el veí nucli d'Ermedàs.